# Crinifer zonurus
Crinifer zonurus е вид птица от семейство Туракови (Musophagidae).

## Разпространение
Видът е разпространен в Бурунди, Еритрея, Етиопия, Демократична република Конго, Кения, Руанда, Судан, Танзания, Уганда, Централноафриканската република, Чад и Южен Судан.